# Tian'e
Tian'e   (chino simplificado: 天峨; pinyin: Tiān'é; Zhuang: Dienhngoz ) es un condado bajo la administración  de la ciudad-prefectura de Hechi, en la región autónoma Zhuang de Guangxi, República Popular China. Limita al norte con Luodian de Guizhou, al sur con Fengshan , al oeste con Leye de Baise y al este con  Nandan y Donglan. 
Su área es de 3,196 km². Se encuentra a una altitud de 500m sobre el nivel del mar. 

## Demografía
Según estimación 2007 contaba con 159900 habitantes. 57% pertenece al grupo étnico de los Zhuang.